# Lertha barbara
Lertha barbara is een insect uit de familie van de Nemopteridae, die tot de orde netvleugeligen (Neuroptera) behoort. 
Lertha barbara is voor het eerst wetenschappelijk beschreven door Klug in 1838.